# ФК ЛАСК
ЛАСК Линц (съкращение от първите букви на Линцер Атлетик Шпорт Клуб, Linzer-Athletik-Sport-Klub) е австрийски футболен отбор от горноавстрийският град Линц. Цветовете на отбора са черно и бяло.
Клубът е основан на 7 август 1899 г. под името Athletiksportklub Siegfried (Атлетически спортен клуб Зигфрид). Футболната секция на клуба се появява през февруари 1919 г. и започва работа на 4 май 1919 г. Основен принос към отбора имат играчите на разпадналия се Linzer Sport-Club (Спортен клуб Линц, основан 1908 г.), които се присъединяват към ЛАСК. Най-големят успех в клубната история е титлата в австрийското първенство през сезон 1964/65.

## Стадион
ЛАСК играе на Градски стадион Линц, известен и като Гугъл по името на едноименния връх, където се намира стадионът. Стадионът предлага места за 20 104 зрители.
Градският стадион Линц е най-големият стадион в провинция Горна Австрия и вторият по големина лекоатлетически стадион след виенския стадион Ернст Хапел. Между 1968 и 1997 г. тук са изиграни 9 срещи на националния отбор по футбол на Австрия. Понастоящем стадионът е в процес на ремонт и реставрация. Използва се единствено от ЛАСК Линц, докато преди това е и терен на местния съперник СК ВЬОЕСТ Линц; отделно стадионът е и мястото за провеждане на традиционните Състезания на Гугъл, най-големият лекоатлетически турнир в Австрия. Преди отварянето на градския стадион Линц на 28 юни 1952 г. клубът играе домакинските си мачове на собствения си терен LASK Platz на улица Паул Хан. От 2008 г. стадионът е генерализиран и модернизиран.
Все още се появяват слухове, че клубът ще построи нов, чисто футболен стадион, но поради финансовото състояние на клуба в близко бъдеще това е малко вероятно.

## Успехи
Австрийска лига:
- Шампион (1): 1964/65
- Сребърен медал (2): 1961/62, 2018/19
- Бронзов медал (6): 1963/64, 1979/80, 1983/84, 1984/85, 2022/23, 2023/24

Купа на Австрия:
- Носител (1): 1965
- Финалист (5): 1963, 1967, 1970, 1999, 2020/21

Втора дивизия:
- Шампион (5): 1958, 1979, 1994, 2007, 2017

## Български футболисти
- Руси Гочев: 1987/89 – (13 мача - 2 гола) - Бундеслига
- Стоян Младенов: 2004 – (5 мача - 2 гола) - Втора Бундеслига